# Hiério (homem claríssimo)
Hiério (em latim: Hierius) foi um senador bizantino do início ou meados do século V. Homem claríssimo, foi destinatário duma carta do monge Nilo do Sinai na qual foi parabenizado por estar presente quando João Crisóstomo estava pregando. Possivelmente esteve em Constantinopla em ca. 397/404.